# 梅爾策爾費爾德格拉本河
49°6′8.46″N 10°45′2.92″E / 49.1023500°N 10.7508111°E
梅爾策爾費爾德格拉本河（德語：Merzelfeldgraben），是德國的河流，位於該國東南部，由巴伐利亞負責管轄，屬於奧格拉本河的右支流，河道全長3公里，流經魏森堡-貢岑豪森縣。